# Alberto Javier García Pérez
Alberto Javier García Pérez (nacido el 13 de enero de 1971 en Elda, España) es un exjugador de fútbol y político español, que jugó en los equipos CD Eldense, Terrassa FC, Hércules CF, Ontinyent CF, FC Cartagena y UE Figueres.
Formado en las categorías inferiores del club de su ciudad natal, pasó a formar parte de la primera plantilla del CD Eldense en 1990 para competir en segunda división B. A pesar del descenso de categoría, continuó en el club eldense tres temporadas más hasta que en 1994 fichó por el Terrassa FC.
En el Terrassa FC hizo una gran temporada y al año siguiente firmó por el Hércules CF, aunque no llegó a jugar ningún partido y recaló en el Ontinyent CF de segunda división B donde logró nueve goles.
En 1996 aceptó bajar de categoría para jugar en el FC Cartagena, entonces llamado Cartagonova FC, club que había visto la luz como sucesor del histórico Cartagena FC. En el Cartagena es donde Alberto encontró la estabilidad. En su primera temporada marcó 12 goles pero el club no logró el ascenso. Sin embargo, en la temporada siguiente sus 21 goles contribuyeron al ascenso del FC Cartagena a segunda división B.
Alberto García se convirtió en un jugador indiscutible en el FC Cartagena hasta el año 2002 en que fichó por el UE Figueres. Alberto terminaría su carrera volviendo al primer equipo en el que jugó, el CD Eldense.
Una vez retirado, Albero García llegó a formar parte del Ayuntamiento de Elda, primero como concejal de deportes, luego como concejal de juventud y posteriormente como concejal de obras públicas y servicios.